# Haradzishcha (Baránavichi)
Haradzishcha o Gorodishche (bielorruso: Гарадзі́шча; ruso: Городи́ще) es un asentamiento de tipo urbano de Bielorrusia perteneciente al raión de Baránavichi en la provincia de Brest. Dentro del raión, es sede administrativa del consejo rural homónimo sin formar parte del mismo.
En 2017, la localidad tenía una población de 2024 habitantes.
Se conoce la existencia de la localidad desde finales de la Edad Media, cuando era un pueblo del Gran Ducado de Lituania. El pueblo estuvo en manos de varias familias nobles polaco-lituanas hasta que en la partición de 1793 fue incorporada al Imperio ruso. En el siglo XIX, la localidad participó tanto en el Levantamiento de Noviembre (1830-1831) como en el Levantamiento de Enero (1863-1864); tras el primero se castigó a la nobleza local con la confiscación de sus tierras y tras el segundo se confiscó el templo católico para entregárselo al Patriarcado de Moscú. Regresó a control polaco entre 1921 y 1939, pasando desde entonces a formar parte de la RSS de Bielorrusia. En 1940 adoptó el estatus de asentamiento de tipo urbano.
Se ubica unos 20 km al norte de Baránavichi, sobre la carretera P5 que lleva a Navahrudak.